# 松崎伸吾
松崎 伸吾（まつざき しんご、1983年9月17日 - ）は、福島県相馬市出身の元プロ野球選手（投手）。左投左打。

## 経歴

### プロ入り前
小学生時代に実兄の影響で少年野球チームに入ると、中学生時代には軟式野球部で本格的に投手を始めた。
中学校からの卒業後に、青森県の光星学院高等学校へ進学した。2年時の夏まで打撃投手を務めながら、外野手としてレギュラーの座を獲得すると、3年夏の第83回全国高等学校野球選手権大会では4番打者に起用。投手兼右翼手として、チームの準々決勝進出に貢献した（詳細後述）。
高校からの卒業後に進学した東北福祉大学では、1年時の秋からベンチ入りを果たすと、サイドスローの右投手である福田聡志と並んでエースとして活躍。3年時の2004年には、チームの仙台六大学野球春季リーグ戦および、全日本大学野球選手権大会優勝に貢献した。4年時の2005年には、第34回日米大学野球選手権大会の全日本大学選抜メンバーおよび、仙台六大学野球の秋季リーグ戦でベストナインに選出。同リーグ戦では、防御率0.48でリーグ最優秀防御率のタイトルを獲得した。在学中には、同期生である井野卓と主にバッテリーを組みながら、リーグ戦で通算20勝1敗という好成績を残した。
2005年のNPB大学生・社会人ドラフト会議で、東北楽天ゴールデンイーグルスから1巡目で指名。年俸1200万円（推定）という条件で入団した。背番号は47。楽天は当時創設2年目で、本拠地のある東北地方出身の選手をドラフト会議の1巡目で指名した事例は、松崎が初めてであった。さらに、この大学生・社会人ドラフト会議では、井野を7巡目で指名。後に入団したため、大学時代に続いてチームメイトになった。ちなみに、東北福祉大学でバッテリーを組んだ投手と捕手が卒業と同時にNPB入りを果たした事例は、1990年の吉田太 - 矢野輝弘（いずれも中日ドラゴンズ）以来であった。

### 楽天時代
2006年には、パシフィック・リーグの公式戦を一軍で迎える。球団創設2年目で左投手の少なかったチーム事情を背景に、3月26日に北海道日本ハムファイターズとの開幕カード第2戦（札幌ドーム）に救援で公式戦デビューを果たすと、3月30日の対オリックス・バファローズ3回戦（フルキャストスタジアム宮城）から先発を任された。もっとも、先発登板した8試合で全敗したため、新人投手による開幕からの8連敗というパ・リーグ記録を樹立するに至った。その一方で、イースタン・リーグ公式戦にも15試合に登板。4勝2敗1完投、防御率2.55という成績で優秀選手賞を受賞したほか、同リーグ選抜の一員として登板したフレッシュオールスターゲームでも優秀選手に選ばれた。
2007年には、前年に続いてパ・リーグの公式戦を一軍で迎える。先発と救援で併用されたが、未勝利のまま4月15日の対日本ハム戦（札幌ドーム）での先発登板でシーズン3敗目を喫したため、1950年に成田啓二（セントラル・リーグへ当時加盟していた国鉄スワローズの右投手）が作った一軍公式戦での初登板以来未勝利で11連敗というNPB記録に並んだ。5月18日の対千葉ロッテマリーンズ戦（フルキャストスタジアム宮城）で、先発の岩隈久志が左の脇腹を痛めて4回表の途中に緊急降板を余儀なくされたことを受けて救援で登板したところ、2回2/3を無失点に抑えた末に一軍公式戦での初勝利を挙げた。以降に先発した3試合ではいずれも黒星を喫したため、一軍公式戦では通算で1勝6敗にとどまったが、シーズン終了後に派遣されたハワイ・ウィンターリーグでは先発投手としてリーグ最多奪三振を記録した。
2008年には、故障の影響で一軍公式戦での登板機会がなく、イースタン・リーグ公式戦でも防御率6点台の成績に終わった。
2009年には、6月に一軍へ昇格すると、救援で一軍公式戦2試合に登板。6月27日の対オリックス・バファローズ戦（京セラドーム大阪）でも9回裏に登板したが、一死を取っただけでグレッグ・ラロッカに本塁打を打たれて降板すると、そのまま一軍から遠ざかった。
2010年には、公式戦の開幕を二軍で迎えたが、イースタン・リーグ公式戦では開幕から6勝1敗、防御率1.23と好調。6月末に一軍へ昇格してからは、一軍公式戦でも救援で1勝を挙げた。二軍での調整を経て、9月1日に再び昇格してからは、一軍公式戦5試合に登板。2試合で先発を任されたが、5試合全てで自責点が2を上回るほどの不調でシーズンを終えた。
2011年には、一軍公式戦への登板が、シーズン終盤の3試合にとどまった。秋季キャンプでは、スリークォーターだった投球フォームをサイドスローに変更することで、再起を期していた。

### 阪神時代
2011年12月8日に、上園啓史との交換トレードで阪神タイガースへ移籍。野球人生で初めて、東北以外の地方のチームへ所属することになった。ワンポイントリリーフでの活躍を見込んでの獲得で、背番号は65。
2012年には、自身と同じ左投手である筒井和也や加藤康介の後塵を拝する格好で二軍生活に終始。ウエスタン・リーグ公式戦では29試合の登板で0勝1敗、防御率3.86という成績を残したものの、10月2日に球団から戦力外通告を受けた。本人はNPB他球団での現役続行を希望していたため、11月には12球団合同トライアウトへ参加したが、獲得のオファーを受けるまでに至らなかった。結局、20勝1敗と圧倒的に勝ち越していた仙台六大学野球のリーグ戦から一転して、NPBの一軍公式戦では通算で2勝16敗と大幅に負け越した。

### 阪神退団後
1年間のブランクを経て、2014年から社会人野球のクラブチームであるミキハウスREDSに所属。2017年まで投手としてプレーを続けた後に、2018年から投手コーチを務めている（2019年からはミキハウス硬式野球部）。

## 選手としての特徴
阪神へ移籍する直前まではスリークォーター、以降はサイドスローで多くの球種を操っていた。

## 人物・エピソード
光星学院高校の3年時は、投手登録で4番打者を任されていたが、背番号は9だった。エースナンバーの1番を着けながら、春の青森県大会まで松崎と交互に先発していた投手が死球を受けて離脱したため、以降は夏の選手権青森大会決勝まで松崎が1人で投げ切った。ちなみに、松崎は投手志望で硬式野球部へ入部。チームは2年時に第82回全国高等学校野球選手権大会へ出場したが、当時は1年先輩の根市寛貴・斎藤広大（卒業後に早稲田大学へ進学）がエースの座を担っていたため、松崎はベンチ登録のメンバーから外れた。根市は卒業後に、読売ジャイアンツ・大阪近鉄バファローズを経て、近鉄球団の消滅・楽天球団の創設（2004年末）に伴う分配ドラフトで楽天に所属。楽天創設時（2005年）の現役選手としては唯一の東北地方出身者で、松崎が入団する2006年まで現役生活を続けていた。
東北福祉大学4年時の2005年秋には、明治神宮野球大会の東北代表決定戦で八戸大学の青山浩二と投げ合った。試合が延長10回の末に東北福祉大学が6-5で勝利したが、その直後のNPB大学生・社会人ドラフト会議では楽天が2巡目で青山を指名。後に入団したため、自身が阪神へ移籍するまでチームメイトになっていた。
楽天では、自身の入団と同時に、捕手出身の野村克也が一軍の監督へ就任。松崎が一軍公式戦で11連敗を喫した末に初勝利を挙げるまでは、厳しい姿勢で松崎に接していた。先発で早期降板を余儀なくされた直後に300球もの投げ込みを命じられたことがあったほか、初勝利を挙げた試合でもピンチを招いたあげく降板したため、降板後にはベンチで直立不動のまま「初勝利がちらついたんか!」とどやしつけられたという。
楽天1年目の2006年のオフシーズンに参加した球団行事のゴルフコンペでは、240という散々なスコアを記録した。当時のチームメイトでコンペに参加していた福盛和男が自身のブログで明かしたところによれば、「ドライバーでもアイアンでも飛距離が同じで、松崎が使って最も飛ばせたクラブがパターだった」とされる。
実家のある福島県相馬市は、楽天最終年の2011年3月11日に発災した東日本大震災および、震災に起因する福島第一原子力発電所事故の影響で大きな被害を受けた。オープン戦で関西地方へ遠征していたチームから離れて、左肘のリハビリを目的に本拠地の仙台市へ滞在中に震災へ遭遇した松崎は、被災の一報を受けて急遽相馬市に帰郷。チームの方針で後に同市を離れてからは、関東地方でボランティアとして救援物資の積み込み作業へ携わっていた。ミキハウスへの所属を機に三重県内での生活を始めてからも、年に1回のペースで帰郷を続けているという。

## 詳細情報

### 年度別投手成績
| 年 度     | 球 団     | 登 板 | 先 発 | 完 投 | 完 封 | 無 四 球 | 勝 利 | 敗 戦 | セ 丨 ブ | ホ 丨 ル ド | 勝 率 | 打 者 | 投 球 回 | 被 安 打 | 被 本 塁 打 | 与 四 球 | 敬 遠 | 与 死 球 | 奪 三 振 | 暴 投 | ボ 丨 ク | 失 点 | 自 責 点 | 防 御 率 | W H I P |
| --------- | --------- | ----- | ----- | ----- | ----- | -------- | ----- | ----- | -------- | ----------- | ----- | ----- | -------- | -------- | ----------- | -------- | ----- | -------- | -------- | ----- | -------- | ----- | -------- | -------- | ------- |
| 2006      | 楽天      | 10    | 8     | 0     | 0     | 0        | 0     | 8     | 0        | 0           | .000  | 165   | 31.2     | 45       | 6           | 21       | 0     | 2        | 21       | 0     | 2        | 40    | 27       | 7.67     | 2.08    |
| 2007      | 楽天      | 19    | 5     | 0     | 0     | 0        | 1     | 6     | 0        | 0           | .143  | 200   | 45.0     | 49       | 8           | 19       | 1     | 2        | 26       | 3     | 1        | 28    | 25       | 5.00     | 1.51    |
| 2009      | 楽天      | 2     | 0     | 0     | 0     | 0        | 0     | 0     | 0        | 0           | ----  | 7     | 1.1      | 2        | 1           | 1        | 0     | 0        | 3        | 0     | 0        | 1     | 1        | 6.75     | 2.25    |
| 2010      | 楽天      | 9     | 3     | 0     | 0     | 0        | 1     | 2     | 0        | 0           | .333  | 128   | 24.0     | 37       | 4           | 13       | 0     | 2        | 16       | 0     | 0        | 27    | 19       | 7.13     | 2.08    |
| 2011      | 楽天      | 3     | 0     | 0     | 0     | 0        | 0     | 0     | 0        | 0           | ----  | 20    | 5.1      | 4        | 0           | 1        | 0     | 0        | 3        | 0     | 0        | 0     | 0        | 0.00     | 0.94    |
| 通算：5年 | 通算：5年 | 43    | 16    | 0     | 0     | 0        | 2     | 16    | 0        | 0           | .111  | 520   | 107.1    | 137      | 19          | 55       | 1     | 6        | 69       | 3     | 3        | 96    | 72       | 6.04     | 1.79    |

### 表彰
- フレッシュオールスターゲーム優秀選手賞（2006年）
- イースタン・リーグ優秀選手賞（2006年）

### 記録
- 初登板：2006年3月26日、対北海道日本ハムファイターズ2回戦（札幌ドーム）、8回裏に5番手で救援登板・完了、1回無失点
- 初先発：2006年3月30日、対オリックス・バファローズ3回戦（フルキャストスタジアム宮城）、6回4失点（自責点2）で敗戦投手
- 初奪三振：同上、1回表に平野恵一から空振り三振
- 初勝利：2007年5月18日、対千葉ロッテマリーンズ7回戦（フルキャストスタジアム宮城）、5回表に2番手で救援登板、2回2/3無失点

その他の記録
- 初登板から白星なしの連敗：11 ※史上3人目 ※桜井七之助、成田啓二と並びプロ野球記録

### 背番号
- 47（2006年 - 2011年）
- 65（2012年）

### 登場曲
- 「YOU ARE MY STAR」 AI（2010年）
- 「愛のメモリー｣　松崎しげる　(2011年 - )